# LG Cookie
KP500（昵称“LG Cookie”）是韓國手機供應商LG在2008年中推出的一款手提電話。網絡制式為GSM 850/900/1800/1900(四頻)，體積為106.5x55.4x11.9mm，主螢幕色彩26萬色TFT 螢幕，解像度240x400pixels(3吋)，3吋輕觸螢幕，數碼鏡頭300萬像素CMOS鏡頭。